# Цойге, Тайрон
Тайрон Цойге (нем. Tyron Zeuge; род. 12 мая 1992, Берлин, Германия) — немецкий боксёр-профессионал, выступающий во второй средней (до 76,2 кг) весовой категории. Действующий чемпион Европейского Союза по версии EBU EU (2019—н.в.), бывший чемпион мира по версиям WBA (2016—2018) и GBU (2016—2018), и чемпион по версии IBF International (2014—2015) во 2-м среднем весе.

## Профессиональная карьера
Профессиональную карьеру боксёра Тайрон начал в марте 2012 года.

### Завоевание титула чемпиона мира по версииWBA
5 ноября 2016 года состоялся бой реванш между Тайроном и итальянским боксёром Джованни Де Каролисом (24-6-1) за титулы регулярного чемпиона мира по версиям WBA и GBU во втором среднем весе. Тайрон победил техническим нокаутом в 12 раунде и завоевал титулы.

### Бой с Рокки Филдингом
14 июля 2018 года Цойге вышел на бой с опытным 31-летним британцем Рокки Филдинг (26-1), которому проиграл техническим нокаутом в 5-м раунде и потерял титул чемпиона мира по версии WBA во 2-м среднем весе.

## Статистика профессиональных боёв
В таблице перечислены результаты всех поединков боксёров.
В каждой строке указан результат поединка. Дополнительно номер поединка обозначен цветом, который обозначает итог поединка. Расшифровка обозначений и цветов представлена в нижеследующей таблице.
| Пример | Расшифровка                     |
| ------ | ------------------------------- |
|        | Победа                          |
|        | Ничья                           |
|        | Поражение                       |
|        | Планируемый поединок            |
|        | Поединок признан несостоявшимся |
| КО     | Нокаут                          |
| ТКО    | Технический нокаут              |
| PTS    | Решение судей (по очкам)        |
| UD     | Единогласное решение судей      |
| MD     | Решение большинства судей       |
| SD     | Раздельное решение судей        |
| RTD    | Отказ от продолжения боя        |
| DQ     | Дисквалификация                 |
| NC     | Поединок признан несостоявшимся |

| Бой    | Дата             | Соперник                       | Место проведения                                | Раундов          | Примечание |
| ------ | ---------------- | ------------------------------ | ----------------------------------------------- | ---------------- | --- |
| 24-1-1 | 15 июня 2019     | Адан Сильвера (11-1)           | Шверин, Мекленбург-Передняя Померания, Германия | KO 10 (12), 1:35 | Завоевал титул чемпиона Европейского Союза EBU EU во 2-м среднем весе.                                                          |
| 23-1-1 | 22 сентября 2018 | Шейх Диум (11-2-1)             | Потсдам, Бранденбург, Германия                  | TKO 8 (8), 2:13  | |
| 22-1-1 | 14 июля 2018     | Рокки Филдинг (26-1)           | Баден-Вюртемберг, Оффенбург, Германия           | TKO 5 (12), 2:30 | Утратил титул чемпиона мира по версии WBA во 2-м среднем весе (4-я защита Цойге).                                               |
| 22-0-1 | 24 марта 2018    | Айзек Экпо (32-3)              | Гамбург, Германия                               | TKO 2 (12), 0:23 | Защитил титул чемпиона мира по версии WBA во 2-м среднем весе (3-я защита Цойге).                                               |
| 21-0-1 | 17 июня 2017     | Пол Смит (38-6)                | Вецлар, Гессен, Германия                        | UD (12)          | Счёт: 119-108, 119-108, 119-108. Защитил титул чемпиона мира по версии WBA во 2-м среднем весе (2-я защита Цойге).              |
| 20-0-1 | 25 марта 2017    | Айзек Экпо (31-2)              | Потсдам, Бранденбург, Германия                  | TD 5 (12), 2:23  | Защитил титулы чемпиона мира по версии WBA и GBU во 2-м среднем весе (1-я защита Цойге).                                        |
| 19-0-1 | 5 ноября 2016    | Джованни Де Каролис (24-6-1)   | Потсдам, Бранденбург, Германия                  | TKO12 (12), 2:41 | Завоевал титулы чемпиона мира по версиям WBA и GBU во 2-м среднем весе (2-я защита Де Каролиса).                                |
| 18-0-1 | 16 июля 2016     | Джованни Де Каролис (24-6)     | Берлин, Германия                                | MD (12)          | Бой за титулы чемпиона мира по версиям WBA и GBU во 2-м среднем весе (1-я защита Де Каролиса). Счёт: 114-114, 114-114, 115-114. |
| 18-0   | 9 апреля 2016    | Рубен Эдуардо Акоста (31-13-5) | Потсдам, Бранденбург, Германия                  | UD (10)          | Счёт: 99-90, 99-90, 98-91. |
| 17-0   | 25 апреля 2015   | Никола Сьеклоца (28-3)         | Берлин, Германия                                | UD (12)          | Защитил титул чемпиона по версии IBF International во 2-м среднем весе (2-я защита). Счёт: 120-107, 117-110, 117-110.           |
| 16-0   | 6 декабря 2014   | Степан Божич (29-8)            | Ольденбург, Германия                            | RTD 5 (12), 3:00 | Защитил титул чемпиона по версии IBF International во 2-м среднем весе (1-я защита).                                            |
| 15-0   | 16 августа 2014  | Бакер Баракат (40-16-4)        | Эрфурт, Тюрингия, Германия                      | TKO 9 (10), 1:05 | Завоевал вакантный титул чемпиона по версии IBF International во 2-м среднем весе.                                              |